# Dân tộc ngoài Trung Nguyên cổ đại

Bản đồ thời nhà Chu gồm Hoa Hạ bao quanh là Tứ Di: Đông Di, Bắc Địch, Tây Nhung và Nam Man

Tứ di: Nam Man (南蠻) ở phía nam; Đông Di (東夷) ở phía đông; Bắc Địch (北狄) ở phía bắc; Tây Nhung (西戎) ở phía tây

Các dân tộc ngoài Trung Nguyên cổ đại là thuật ngữ chỉ các tộc người ở ngoài và bao quanh vùng đất Hoa Hạ theo lý thuyết vũ trụ quan "Trung Hoa" (Sinocentric).
Lý thuyết này có từ thời nhà Chu (cỡ 1046–256 TCN), đưa ra khái niệm "trời tròn đất vuông", coi "thiên hạ" (天下) là bao trùm gồm Hoa Hạ (華夏) ở trung tâm là người đã giáo hóa văn minh, và bao quanh là các dân tộc Tứ Di (man di mọi rợ), không phải người Trung Quốc, gồm Nam Man (南蠻), Đông Di (東夷), Bắc Địch (北狄) và Tây Nhung (西戎).
Hoa Hạ trung tâm phát tích của người Hoa là Bình nguyên Hoa Bắc, hay Trung Nguyên, cổ đại là vùng đất ở giữa hai con sông Hoàng Hà và Dương Tử. Họ có nhiều tên gọi khác nhau và được quan niệm khác nhau theo thế giới quan của những nhà viết sử người Hán có xu hướng dân tộc chủ nghĩa. Điều nhất quán là nước của người Hoa là nước trung tâm hay "Trung Quốc", còn những dân tộc nằm ngoài vùng đất bản thổ của người Hoa Hạ là những dân tộc chưa biết văn hóa và luật lệ giữa con người, chưa có quy tắc ứng xử chung như nhân, lễ, nghĩa, trí, tín hoặc quân, sư, phụ; chưa biết phân định trên dưới, cha con, vợ chồng; chưa có biết dùng mũ, áo, các vật dụng khác nhau để phân biệt tầng lớp, giai cấp trong xã hội. Quan trọng nhất là chưa có luật pháp.
Các dân tộc ở phía Bắc sông Hoàng Hà thì họ gọi là Rợ hoặc Địch. Các dân tộc ở phía Đông thì họ gọi là Di. Các dân tộc ở phía Tây thì họ gọi là Nhung. Các dân tộc ở phía Nam sông Trường giang thì họ gọi là Man. Nói chung ở khắp nơi không định hướng là Di Địch, Man Di. Các chữ tượng hình chỉ các nhóm này đều có phần biểu thị "sâu bọ thú vật" . Ngày nay chữ Hán đã lược bỏ phần biểu tượng này đi, nên trong các chữ Hán dẫn ra ở trên chỉ còn có ở chữ Địch (狄).

## Bắc Địch
Bắc Địch (北狄) có rợ Hung nô, rợ Kim, rợ Khiết Đan, rợ Đột Quyết, rợ Hồ (ở phía Tây Bắc). Người Rợ thường bị người Trung Nguyên cổ đại coi là hung dữ. Họ cũng bị coi giả dối, bù nhìn, nên gọi là trá ngụy, ngụy quân, ngụy quyền, ngụy tạo (Ngụy là tên nước phía Bắc sông Hoàng Hà).

## Đông Di
Đông Di (东夷) có Triều Tiên, Nhật Bản (người Nhật ngày xưa thường lùn nên còn gọi là Oa Di, hay Uy Di, 倭 "oa" hay "nụy" là "lùn").

## Tây Nhung
Tây Nhung (西戎) có Thổ Phồn, Tây Hạ có khi còn gọi là Rợ do các dân tộc này nằm phía Tây Bắc Trung Hoa (thuộc tỉnh Thanh Hải ngày nay), cũng là hậu duệ trực tiếp của các dân tộc phía Bắc.

## Nam Man
Nam Man (南蛮) là tên gọi chung cho người dân vùng đất phía Nam sông Dương Tử. Như các nhóm người Bách Việt. Vùng giáp ranh cũng xem là Man như người nước Sở